# Gespenster
Gespenster è un film del 2005 diretto da Christian Petzold.